# James Key
James Key (* 14. Januar 1972 in Chelmsford, Essex) ist ein britischer Ingenieur in der Formel 1.

## Ausbildung
James Key studierte Maschinenbau an der Universität von Nottingham und graduierte dort 1996. Das Unternehmen Lotus Engineering unterstützte sein Studium finanziell.

## Karriere
James Key begann seine Karriere im Rennsport bei Lotus, wo er in das GT-Programm involviert war. 1998 kam er als Dateningenieur zu Jordan Grand Prix und wurde dort später Renningenieur von Takuma Satō. Kurz nach der Übernahme des Jordan-Teams durch Midland F1 Racing 2005 wurde er dort technischer Direktor. Zu dieser Zeit war er einer der jüngsten technischen Direktoren in der Formel 1. Auch nach den Übernahmen des Teams durch Spyker F1 2006 und dann durch Force India 2008 behielt er seine Position im Team. Im April 2010 löste er Willy Rampf als technischen Direktor bei Sauber ab.
Im Januar 2012 verließ Key Sauber. Von September 2012 bis Februar 2019 war er technischer Direktor des italienischen Formel-1-Teams Scuderia Toro Rosso. Ab März 2019 arbeitete Key in derselben Funktion für McLaren. Im März 2023 wurde der Weggang verkündet, im September folgte der Wechsel zurück zu Sauber.